# Đại học Văn hóa Trung Quốc
Đại học Văn hóa Trung Quốc (chữ Hán chính thể: 中國文化大學) là một trường đại học tư thục ở quận Sĩ Lâm, Đài Bắc, Trung Hoa Dân Quốc (Đài Loan). Trường được tiến sĩ Trương Kỳ Quân thành lập năm 1962, hiện có 12 viện: Nghệ thuật tự do, Ngoại ngữ, Khoa học, Luật, Khoa học xã hội, Nông nghiệp, Kỹ thuật công trình, Quản trị kinh doanh, Báo chí và Truyền thông đại chúng, Nghệ thuật, Thiết kế môi trường và Giáo dục. Tiến sĩ Chang đã đặt tên trường cao đẳng ban đầu là "Đại học Viễn Đông". Tưởng Giới Thạch đã đặt tên trường như tên hiện nay.